# Província de Kii
Kii (紀伊国, Kii no Kuni), ou Kishū (紀州), foi uma antiga província do Japão na parte de Honshū que é hoje a prefeitura de Wakayama, assim como o sul da prefeitura de Mie. Kii fazia fronteira com a províncias de Ise, Izumi, Kawachi, Shima e Yamato. A Península de Kii recebeu seu nome da antiga província. 

Mapa das províncias japonesas (1868) com a província de Kii em destaque

Durante o Período Edo, o ramo Kii do clã Tokugawa tinha seu castelo em Wakayama. 